# スーパーオシレーション
スーパーオシレーション（英: Superoscillation）とは、複数の異なる波数を持つ波を互いに干渉させ合い、結果としてそれらの波数より大きな波数を持つ波に匹敵する超解像を実現する方法である。
例えば、
{\displaystyle f(x)=A\cos(2\pi \times x)+B\cos(2\pi \times 2x)+C\cos(2\pi \times 3x)+D\cos(2\pi \times 4x)+E\cos(2\pi \times 5x)}
で表される5つの異なる波数成分の波を重ね合わせるとする。
このとき、A = 13295000, B = −30802818, C = 26581909, D = −10836909, E = 1762818 であったならば、余弦波関数
{\displaystyle f_{+}(x)=0.5(\cos(2\pi \times 43.6x)-1)}
に近似され、およそ9倍の波数（1/9の波長）を使ったかのような鋭いスポットを実現可能なことが分かる。
この方法は近接場光学と異なりあくまで古典的な遠方界イメージングに属するものであり、波長よりもいくらか離れた位置で集光することが可能である。
他にも光の偏光、位相、強度分布を巧みに制御したベクトルビームによって超解像を実現する手法はある（例：超解像フィルタ）が、この中でもスーパーオシレーションはスポット径 d に対し、
{\displaystyle d\leqq {0.2\lambda  \over NA}}
を達成できる可能性があるとして、ほかの方法では得られなかった超解像の実現が期待される。
ただ、複数の異なる波数の波を取り出す際にはスリットを用いるため、このスリットに当たった分だけ輝度が低下する。これは透過部分の面積をより広くとりつつ超解像を実現するようスリットを工夫することである程度対処できる。